# Rozhlasový podzim

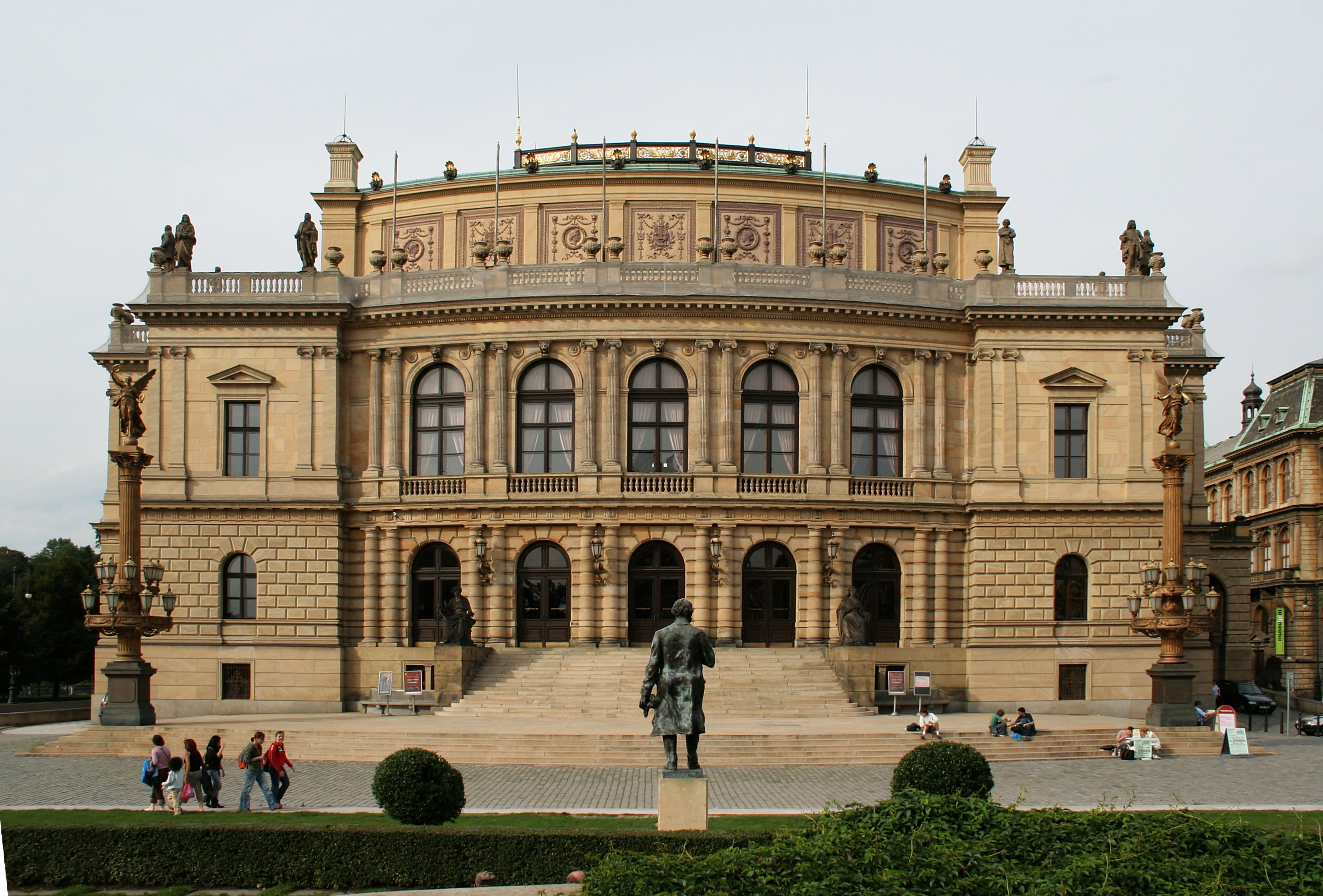
Novorenesanční budova Rudolfina

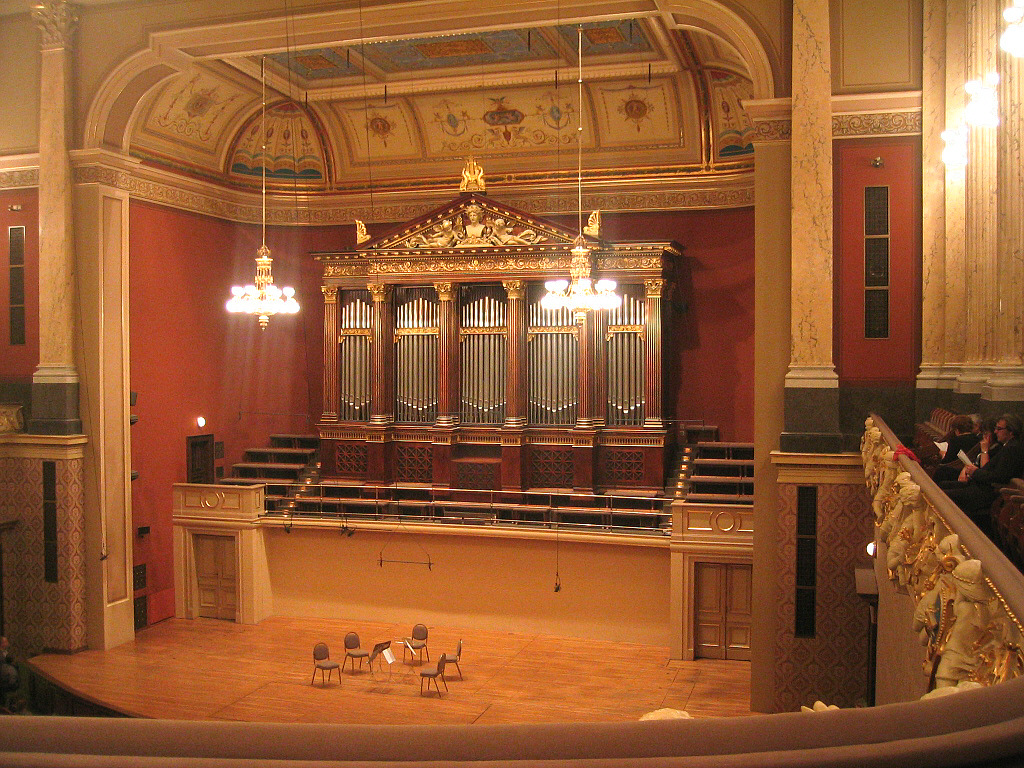
Dvořákova síň Rudolfina

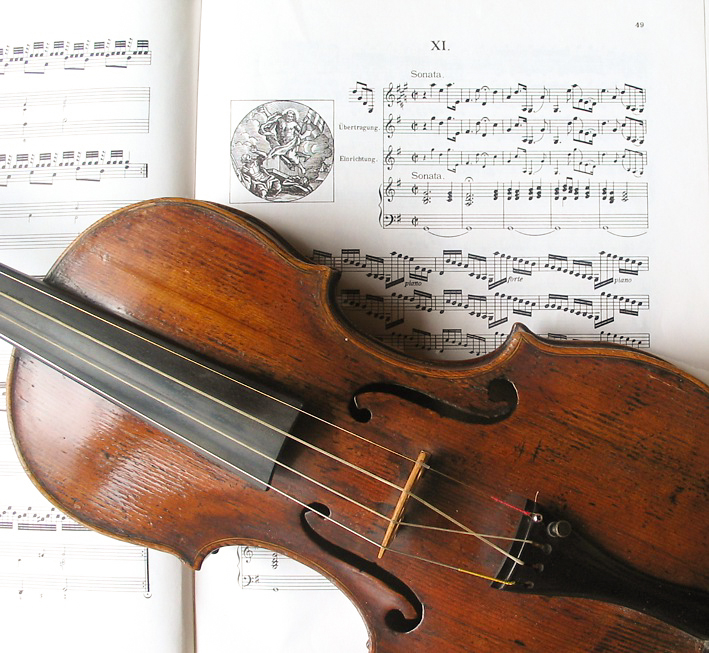

Vydavatelství Českého rozhlasu, společnost Radioservis, a.s. pořádá v roce 2009 prolog nového festivalu s názvem: Mezinárodní hudební festival evropských rozhlasových těles Rozhlasový podzim.

## O festivalu
U zrodu festivalu stojí Český rozhlas jako hlavní mediální partner, generálním partnerem je společnost Zentiva a. s., festival se koná pod záštitou ministra kultury České republiky Václava Riedlbaucha.
Pořadatelé vyzdvihují do popředí rozhlasovou myšlenku. Chtějí českému publiku přiblížit zejména zahraniční rozhlasová tělesa, přičemž se nemusí nutně jednat pouze o symfonické orchestry. V zahraničí působí pod křídly veřejnoprávních rozhlasů a televizí orchestry symfonické i komorní, sborová tělesa od dětských po smíšené, ale i jazzové bigbandy nebo folklorní soubory. Ostatně ani Český rozhlas v této konkurenci nezaostává. Přehled rozhlasových ansámblů naleznete na oficiálních webových stránkách Evropské vysílací unie.
Přívlastek „rozhlasový“ v názvu festivalu neznamená pouze účast rozhlasových těles jako základního stavebního prvku festivalu. Český rozhlas pořídí záznamy všech pěti koncertů a nabídne je svým posluchačům na stanici Vltava dva z nich dokonce v přímém přenosu. Všechny koncerty zároveň poskytne k odvysílání veřejnoprávním rozhlasům do zahraničí sdružených v Evropské vysílací unii, čímž se může srovnávat například s BBC, která takto nabízí kompletní nabídku svého festivalu BBC Proms. Rozhlasový podzim nabídne na svých webových stránkách i přímý video přenos koncertu Komorní filharmonie Holandského rozhlasu 27. září.

## Program festivalu
Prolog festivalu, který se konal v termínu 11. - 30. září 2009 v Dvořákově síni pražského Rudolfina, byl sestaven z pěti večerů. Vystoupila rozhlasová tělesa, jakými jsou MDR Symfonický orchestr Lipsko, Symfonický orchestr Maďarského rozhlasu a Komorní filharmonie Holandského rozhlasu, Symfonický orchestr Českého rozhlasu. Koncerty se uskutečnily pod taktovkou: Juna Märkla, Sephena D´Agostina, Kennetha Montgomeryho, Jana Kučery a šéfdirigenta SOČRu Vladimíra Válka. Sólové party přednesli přední umělci: Sophia Jafféová - housle, Daniel Müller-Schott - violoncello, Malvyn Tan, Jenö Jandó a Pavel Kašpar - klavír a Eszter Sümegi - soprán.
Další ročník festivalu byl s nástupem Vladimíra Darjanina do funkce generálního ředitele ČF odsunut na říjnové období. Pořadatelé nabídnou koncerty s BBC Philharmonic, WDR Sinfonieorchester, Polish National Radio Symphony Warsaw, National Radio Symphony Katowice, Orchestr ľudových nástrojov Bratislava a další orchestry, s nimiž vystoupí dirigenti Vasilij Sinajsky, Howard Griffith, Tomáš Netopil, Lukasz Borowicz, Tadeusz Strugala atd.